# Predești (gmina)
Predești – gmina w Rumunii, w okręgu Dolj. Obejmuje miejscowości Bucicani, Predeștii Mici i Predești. W 2011 roku liczyła 1905 mieszkańców.